# Quispá
O Quispá é uma cabana feita com bambu e bançá que utiliza uma cobertura de folhas de palmeiras.
São originárias e comuns em São Tomé e Príncipe.